# اطلس زبان‌شناسی
اطلس زبانشناسی گونه‌ای اطلس است که محدوده تاریخی و جغرافیایی پراکندگی گویشوران زبان‌ها را نشان می‌دهد. این اطلس در حقیقت کتابی است که در هر صفحه نقشه کامل یک کشور آمده و در هر مکان گویش رایج آن مکان نوشته می‌شود. به گزارش یونسکو در فوریه سال ۲۰۰۲، بیش از ۶۰۰۰ تا ۷۰۰۰ زبان در حال تکلم در دنیا در حال نابودی و انقراض کامل قرار دارند و تهیه یک اطلس از این گویش‌ها قبل از انقراض آن‌ها، بسیار ضروری است.